# Landgraf (Familienname)
Landgraf ist ein deutscher Familienname.

## Namensträger
- Alexander Landgraf (1906–1972), deutscher Jurist, Gestapobeamter und SS-Führer
- Anton Landgraf (1964–2023), deutscher Soziologe, Journalist, Blogger, Menschenrechtsaktivist und Fotograf
- Arne Landgraf (* 1977),  ehemaliger deutscher Ruderer und Gymnasiallehrer
- Artur Michael Landgraf (1895–1958), deutscher Theologe, Weihbischof Bamberg (1943–1958) und Titularbischof Eudocia
- Charlotte Sommer-Landgraf (1928–2006), deutsche Bildhauerin und Grafikerin
- Daniela Landgraf (* 1972), deutsche Moderatorin, Autorin und Trainerin
- Dennis Landgraf (* 2001), deutscher Politiker (Tierschutzpartei)
- Dieter Landgraf-Dietz (* 1940), deutscher Ingenieur und Hochschullehrer
- Franz Landgraf (Fotograf) (1870–1953), deutscher Fotograf und Verleger
- Franz Landgraf (General) (1888–1944), deutscher Generalleutnant
- Georg Landgraf (1885–1933), deutscher Politiker (SPD) und Verlagsleiter
- Gerhard Landgraf (* 1931), deutscher Architekt
- Gustav Landgraf (1857–1932), deutscher Klassischer Philologe und Gymnasialdirektor
- Günther Landgraf (1928–2006), deutscher Physiker
- Hanne Landgraf (1914–2005), deutsche Kommunalpolitikerin (SPD)
- Ignaz Landgraf (1884–1949), deutscher katholischer Pfarrer
- Josef Landgraf (1924–2018), österreichischer Widerstandskämpfer
- Josef Landgraf (Jurist) (1843–1914), deutscher Jurist
- Katharina Landgraf (* 1954), deutsche Politikerin (CDU)
- Konrad Landgraf (1921–2000), österreichischer Politiker (ÖVP) und Cafetier
- Lutz Landgraf (Turntrainer) (* 1949) deutscher Turntrainer
- Lutz Landgraf (Handballtrainer) (* 1950), deutscher Handballspieler und -trainer
- Max Landgraf (1933–2017), deutscher Fußballspieler
- Michael Landgraf (Abt) (1498–1571), Abt der Reichsabtei Hersfeld
- Michael Landgraf (Archivar) (1801–1837/1846), deutscher Archivar und Zeichner
- Michael Landgraf (Ingenieur) (1867–1960), deutscher Ingenieur
- Michael Landgraf (Theologe) (* 1961), deutscher Theologe und Autor
- Niklas Landgraf (* 1996), deutscher Fußballspieler
- Ramona Landgraf (* 1963), deutsche Volleyballspielerin
- Rüdiger Landgraf (* 1939), deutscher Diabetologe und Hochschullehrer
- Sabine Landgraf (* 1954), deutsche Politikerin (DSU)
- Sigrid Landgraf (* 1959), deutsche Hockeyspielerin
- Stanislaw Landgraf (1939–2006), russischer Schauspieler
- Steffen Landgraf (* 1980), deutscher Weitspringer/Zehnkämpfer, Wissenschaftler auf dem Gebiet der forensischen Psychiatrie und kognitiven Psychologie
- Tina Landgraf (* 1976), deutsche Schauspielerin
- Tom Landgraf (* 1996), deutscher Handballspieler
- Werner Landgraf (* 1959), deutscher Astronom
- Wilhelm Landgraf (1913–1998), deutscher akademischer Bildhauer
- Willi Landgraf (* 1968), deutscher Fußballspieler